# HE 0437-5439
HE0437-5439, eller HVS-3 är en hypersnabb stjärna  i Svärdfiskens stjärnbild, ungefär 200 000 ljusår från jorden, i den intergalaktiska rymden. Den troddes därför vid upptäckten 2005 tillhöra vår granngalax, Stora magellanska molnet. Upptäckten gjordes vid Europeiska sydobservatoriet med deras VLT-teleskop av astronomerna Heinz Edelmann, Ralf Napiwotzki, Uli Heber, Norbert Christlieb och Dieter Reimers. Senare mätningar baserade på uppgifter från Hubbleteleskopet har visat att den tillhör Vintergatan, precis som övriga i det tjugotal hypersnabba stjärnor som upptäckts fram till 2014.
Stjärnans hastighet har uppmätts till 723 km/s, dvs 2,6 miljoner km/h.

## Om hypersnabba stjärnor
Hypersnabba stjärnor (HVS, HyperVelocity Star) förutsades 1988 av den amerikanske astronomen Jack Hills. 2005 bekräftades förutsägelsen av de amerikanska astronomerna och astrofysikerna Warren Brown, Margaret Geller, Scott Kenyon och Michael Kurtz.
2014 var ungefär 20 hypersnabba stjärnor. Astronomerna räknar med att det finns ungefär 1000 hypersnabba stjärnor i Vintergatan, vilket gör dem till en mycket ovanlig grupp asv stjärnor.